# مهرجان الميني مسرح

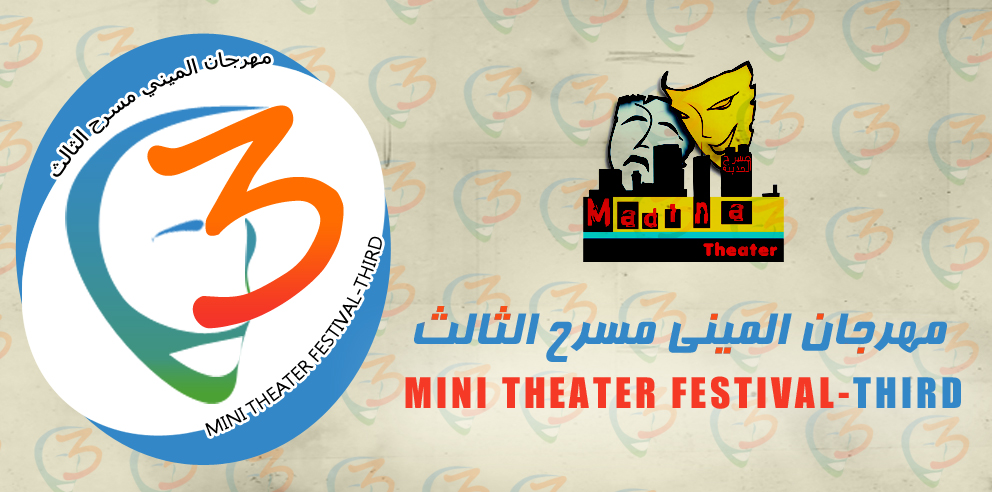
لوجو مهرجان الميني مسرح الثالث

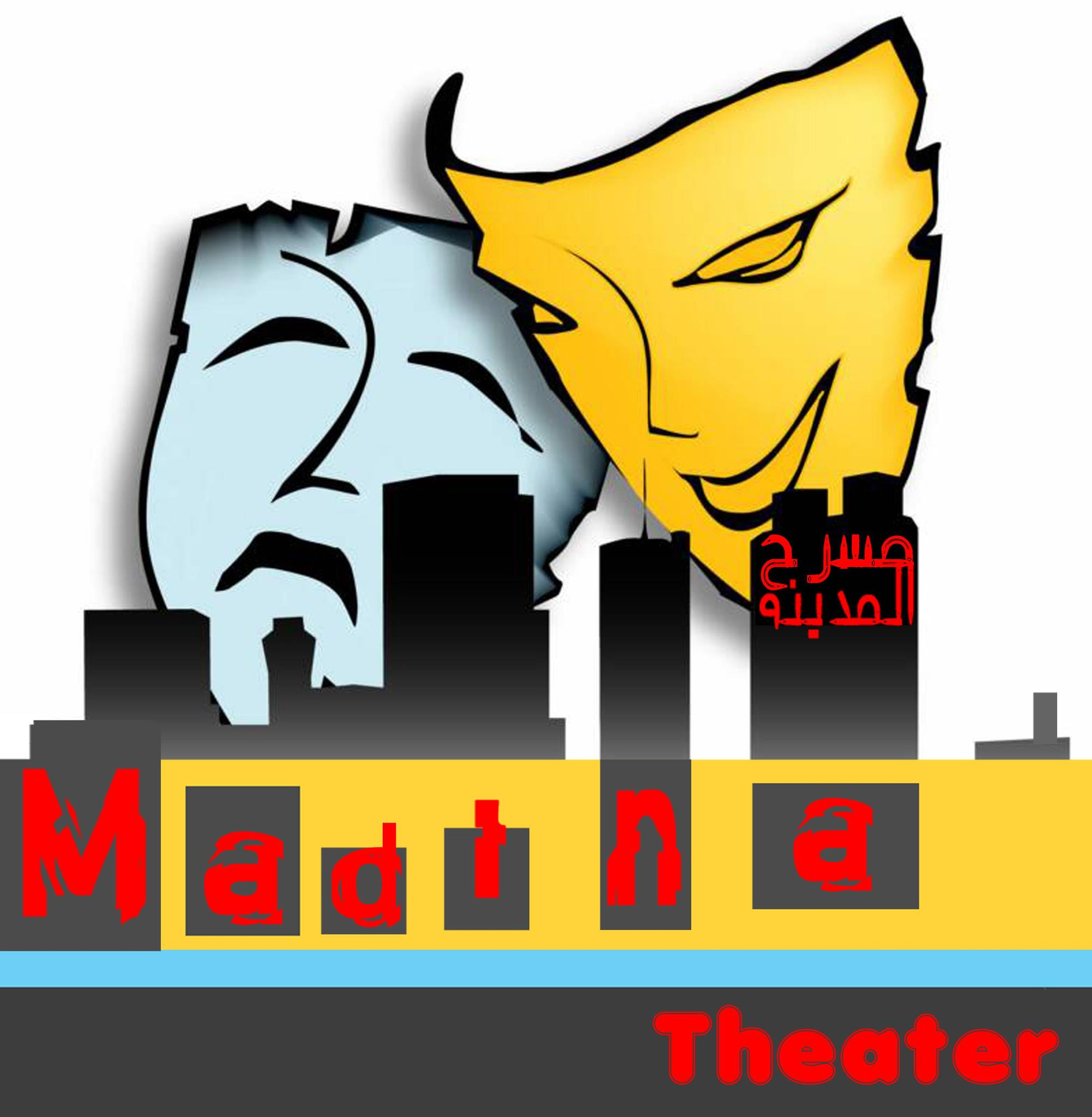
الشعار الخاص بفريق مسرح المدينة

الميني مسرح هو مهرجان مسرحي في مصر بدأ عام 2010 يقدم أعمال من نوعية مسرحيات «الفصل الواحد» ويقدمها طلاب وشباب هواة ومحبين لفن المسرح، ويهدف إلى اكتشاف المواهب الشابة في جميع مجالات العمل المسرحي، بالإضافة لتقديم فن جيد وهادف بإمكانيات متاحة وبسيطة.

## إدارة المهرجان
مهرجان الميني مسرح يقدمه فريق مسرح المدينة  التابع لمعاهد المدينة العليا تحت إدارة المخرج المسرحي خالد أبو بكر و رعاية الدكتور محمد حسين رئيس معاهد المدينة العليا.

## مواسم المهرجان
الموسم الأولي من مهرجان الميني مسرح كانت عام 2007-2008 بمشاركة 5 عروض . وجاء الموسم الثاني من المهرجان في العام الدراسي 2012-2013 بمشاركة 5 عروض مسرحية.
ومن المنتظر انطلاق الدورة الثالثة من مهرجان الميني مسرح مع بداية العالم الدراسي 2013-2014

### عروض المهرجان
(عروض مهرجان الميني مسرح الثاني * مسرحية وقفة حداد - مسرحية مجانين ولكن مسرحية الحالة ج - مسرحية 5 شارع ترسا - مسرحية شقه أوضة وشارع )